# Speleonectes tanumekes
Espèce
Speleonectes tanumekes est une espèce de rémipèdes de la famille des Speleonectidae.

## Distribution
Cette espèce est endémique des Bahamas. Elle se rencontre dans la grotte anchialine Basil Minns Blue Hole sur Great Exuma.

## Systématique et taxinomie
Pour Hoenemann, Neiber, Humphreys, Iliffe, Li, Schram et Koenemann en 2013, cette espèce n'est pas congénérique avec Speleonectes lucayensis mais aucun genre alternatif n'a été proposé.

## Publication originale
- Koenemann, Iliffe & van der Ham, 2003 : Three new sympatric species of Remipedia (Crustacea) from Great Exuma Island, Bahamas Islands. Contributions to Zoology, vol. 72, no 4, p. 227-252 (texte intégral).